# Марта Шопова
Марта Стефанова Веркович, по мъж Шопова, е българска просветна деятелка от Македония.

## Биография
Родена е в 1879 година в град Сяр, Османската империя, в семейството на Елена и Стефан Веркович. Завършва филология в Женевския университет в 1909 година. Установява се в София, където преподава френски език. Става учителка и започва да преподава в Четвърта софийска мъжка прогимназия. След това е преместена да учителства във Втора софийска мъжка прогимназия.